# Helena Ziemiałkowska
Helena Ziemiałkowska, z domu Dylewska herbu Oksza (ur. 1840 – zm. 8 sierpnia 1917 w Wiedniu) – działaczka społeczna, fundatorka Domu Polskiego w Wiedniu.

## Życiorys
Córka Mariana Dylewskiego i Teresy z Holzerów. Jej starsza siostra  Stanisława (1848–1890) była żoną Antoniego Teodorowicza. W 1858 wyszła za mąż za znacznie od niej starszego Floriana Ziemiałkowskiego, który był przyjacielem jej ojca. W latach 1863–1865 podczas jego kolejnego pobytu w więzieniu, a także później prowadziła większość jego spraw majątkowych. W 1880 zakupili dobra  Dębowiec, w latach 1891–1892 Helena w swoim i męża imieniu, jako jedna z pierwszych na terenie Galicji przeprowadziła parcelację tego majątku. Była również autorką szkiców w języku francuskim La poésie en prose (1885), Impressions et souvenirs (1899). Prowadziła salon literacko-towarzyski w Wiedniu, na Technikerstrasse 5. Jak napisał nielubiący Heleny Kazimierz Chłędowski – Ziemiałkowscy mieli mieszkanie więcej pompatyczne aniżeli wygodne, gdyż jej ideałem było wydawać wieczory, a więc potrzebowała salonów. Jej krewna Helena Kozicka tak ją scharakteryzowała: moja ciotka była najdziwniejszym i najzabawniejszym stworzeniem, jakie znałam. Dziecinna, narwana, niedouczona, próżna, dobra, serdeczna, szlachetna, fantastka, niepohamowana – dziwoląg. Kochała męża, choć mu życie psuła – była bez zarzutu jako kobieta, choć dużo mówiła o swoich pokusach. Dobra gospodyni, choć na blichtr wszystko obliczała, czytała poważne dzieła i dużo o nich mówiła, choć ich nie rozumiała, przyjaciół swych i przyjaciółki srodze ośmieszała. Ziemiałkowscy byli fatalnie dobraną parą, ale kochali się szczerze. Z winy ciotki byli mimo znaczenia męża, przedmiotem żartów całego towarzystwa wiedeńskiego, czemu winna była ona ze swym brakiem taktu i niemożliwością zapanowania nad swym językiem.
Po śmierci męża mieszkała nadal w Wiedniu. W 1901 wydała poświęcony mu szkic biograficzny, zaś w 1904 zredagowała i opublikowała pamiętniki męża z lat 1848–1863. Treści spisane przez Ziemiałkowskiego i opublikowane w tej publikacji Józef Nieczuja Miniewski określił jako niegodne, oszczercze, sfabrykowane, spotwarzenia, atakując tym samym Helenę Ziemiałkowską jako wydawcę. Uporządkowała archiwum osobiste po Florianie Ziemiałkowskim (włączywszy własne materiały) które spadkobiercy przekazali zgodnie z jej zapisem Lwowskiemu Archiwum Miejskiemu. Jeszcze za życia męża zaangażowana była w tworzenie szkół dla dzieci biedniejszej części Polonii mieszkającej w Wiedniu. W 1901 r. utworzyła Fundusz Floriana Ziemiałkowskiego w wysokości 20 000 koron przeznaczony na budowę Domu Polskiego i szkoły polskiej w Wiedniu. Dzięki temu po załatwieniu licznych formalności organizacyjno-finansowych Polskie Towarzystwo Szkoły Ludowej 11 grudnia 1908 r. nabyło za cenę 160 000 koron realność położoną w Wiedniu przy Boerhaavegasse 25. Obecnie budynek jest własnością i siedzibą Stacji Naukowej PAN w Wiedniu.
Pochowana została wraz z mężem na Cmentarzu Centralnym w Wiedniu (Wiener Zentralfriedhof).